# Wynnea americana
Wynnea americana, comúnmente conocida como astas de alce u orejas de conejo, es una especie de hongo de la familia Sarcoscyphaceae. Esta especie poco común se reconoce por sus cuerpos fructíferos en forma de cuchara o de oreja de conejo, que pueden alcanzar hasta 13 cm (5 pulgadas) de altura. Su superficie exterior es marrón oscura y verrugosa, mientras que la superficie interior que contiene las esporas fértiles es de color naranja a marrón rosáceo o rojizo. Se distingue de otras especies de su género por las pústulas (pequeñas protuberancias) de la superficie exterior y, microscópicamente, por las grandes esporas asimétricas estriadas longitudinalmente con una punta afilada. Las esporas se forman en estructuras llamadas ascos, que tienen anillos engrosados en un extremo que están cubiertos por una estructura articulada conocida como opérculo, una tapa que se abre para liberar las esporas del asco.
En el este de Norteamérica, donde suele crecer en el suelo bajo árboles de madera dura, esta especie no comestible se encuentra desde Nueva York hasta Michigan, al sur de México. También se ha recolectado en Costa Rica, India y Japón.

## Taxonomía
Wynnea americana fue descrita por primera vez en 1905 por el micólogo estadounidense Roland Thaxter. Thaxter encontró varios racimos de cuerpos fructíferos en Burbank, Tennessee, en 1888, y creyó que el hongo era Wynnea macrotis, una de las primeras especies identificadas del género Wynnea. Una visita en 1896 al mismo lugar, así como a Cranberry, Carolina del Norte, le proporcionó más especímenes. Esta vez, sin embargo, Thaxter observó que los cuerpos fructíferos no estaban adheridos al humus, como era de esperar, sino a «un cuerpo grande, irregularmente lobulado, marrón, firme, parecido a un tubérculo, enterrado a unos centímetros de profundidad en el humus». El examen microscópico de esta estructura y de otros tejidos del cuerpo frutal convenció a Thaxter de que el material era lo suficientemente diferente de las especies conocidas de Wynnea como para justificar la creación de una nueva especie. Tanto el espécimen de Tennessee como el de Carolina del Norte se utilizaron como sintipos para describir el taxón; el espécimen de Tennessee ha sido designado desde entonces lectotipo (el espécimen tipo portador del nombre). En 1946, la micóloga francesa Marcelle Louise Fernande Le Gal determinó que el ascos de W. americana era similar en estructura a las especies que él situó en la serie suboperculada.
Los nombres comunes de W. americana son «cuernos de alce», u «orejas de conejo».

## Descripción

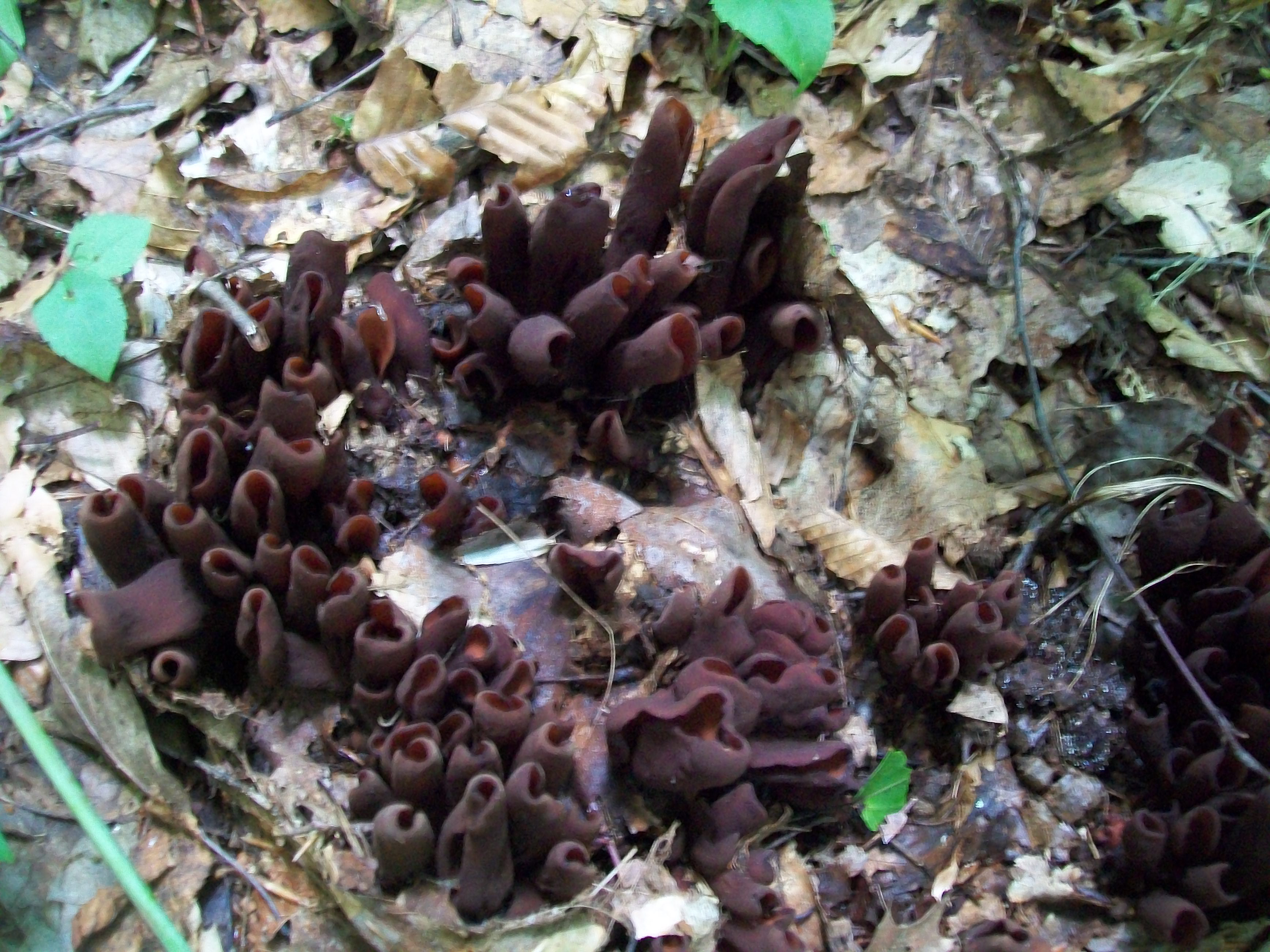
Cuerpos de fruta joven en Virginia Occidental, Estados Unidos

Los cuerpos fructíferos (técnicamente llamados apotecios) de W. americana son erectos y con forma de cuchara u oreja, y pueden alcanzar hasta 13 centímetros (5 pulgadas) de alto por 6 cm (2+1⁄4 pulgadas) de ancho con los bordes normalmente enrollados hacia dentro. La superficie exterior es de color marrón oscuro-violáceo, mientras que la superficie interior -el himenio que contiene las esporas- es de color naranja rosado a rojo violáceo apagado o marrón en la madurez. La superficie exterior puede presentar arrugas en la madurez. Los apotecios, que se presentan aislados o en grupos de hasta 25, surgen de un pedúnculo corto. El tallo es de longitud variable y sólido, oscuro por fuera y blanco por dentro. Los tallos se originan a partir de un esclerocio, una masa compacta de micelio endurecido. El esclerocio tiene una consistencia casi gelatinosa con lóbulos de forma irregular y cámaras internas, y puede alcanzar un diámetro de 4 a 6 cm. Se cree que la función del esclerocio es suministrar humedad y nutrientes, o servir como una estructura resistente capaz de sostener al hongo en momentos de estrés. W. macrotis es la única otra especie del género que tiene un esclerocio.
Wynnea americana no tiene olor perceptible y su sabor es desconocido. Se ha descrito como no comestible debido a su dureza.
Los grupos de cuerpos fructíferos están conectados por grandes masas subterráneas de micelio compactado conocidas como esclerocios. El micelio de Armillaria suele encontrarse en el tejido subterráneo, aunque no está claro si existe una relación parasitaria.

### Características microscópicas

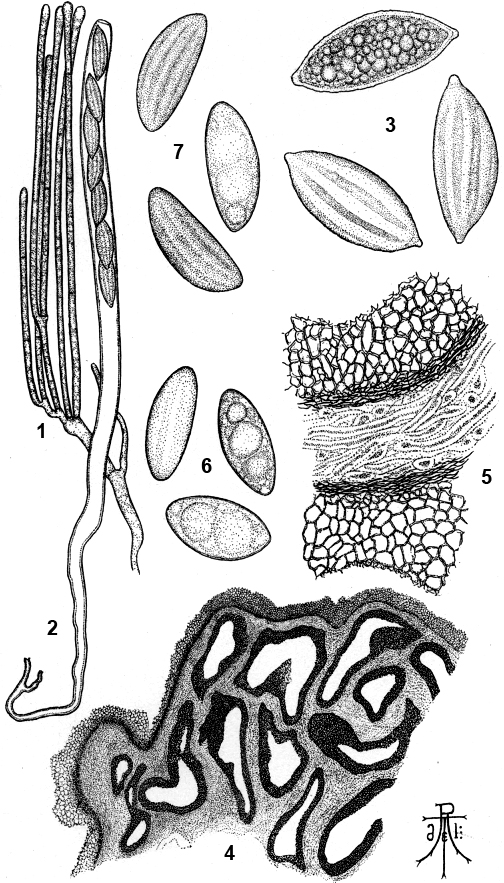
Características microscópicas de W. americana. Las figuras 3, 6 y 7 son las esporas de: (3) W. americana, (6) W. macrotis y (7) W. gigantea.

En el caso de muchos hongos de vaso, el análisis microscópico de la anatomía y estructura del apotecio es necesario para la identificación precisa de las especies, o para ayudar a distinguir entre especies emparentadas que tienen una apariencia externa similar. En W. americana, el excipucio ectal (la capa externa de tejido que comprende los apotecios) tiene 125 μm de grosor, y está compuesto por células oscuras angulares a aproximadamente esféricas de 40-70 μm de diámetro. Las células angulares forman verrugas piramidales en la superficie externa. El excipucio medular (la capa carnosa interna de tejido bajo el excipucio ectal) es casi gelatinoso, compuesto de hifas entrelazadas de 10 μm de diámetro.
Varios componentes estructurales están implicados en la descarga de esporas en W. americana, como el ascus, el opérculo, el subopérculo. Las células portadoras de esporas, los ascos, miden 330-400 μm de largo por 16-20 μm de ancho. El ascus tiene un anillo apical engrosado que está cubierto por un opérculo articulado, una tapa que se abre cuando las esporas van a ser liberadas del ascus. La presencia del anillo apical bajo el opérculo y la apertura oblicua que resulta es una condición conocida como «suboperculada», y es compartida con Cookeina tricholoma y Phillipsia domingensis, también de la familia Sarcoscyphaceae.
Las esporas son escafoides (en forma de barco) y tienen unas dimensiones de 35-38 por 12-14 μm. Están marcadas con surcos longitudinales prominentes y, cuando maduran, son apiculadas (terminan abruptamente en una punta corta). Las esporas suelen contener varias gotitas de aceite. Las paráfisis (células estériles intercaladas entre los ascos) tienen una longitud de 8-9 μm y presentan tabiques internos denominados septos. La estructura de los septos se ha investigado mediante microscopía electrónica de transmisión, que ha revelado que W. americana tiene un único poro taponado por una «matriz en forma de abanico»: una región electrónicamente densa con un anillo en forma de toro de tejido translúcido que la envuelve. El tapón del poro se parece a los que se encuentran en las especies de Sarcoscyphaceae, Sarcoscypha occidentalis y Phillipsia domingensis.

### Especies similares
Wynnea sparassoides, estrechamente relacionado con Wynnea gigantea, conocido en la lengua vernácula como el «hongo de la coliflor pedunculada», tiene un cuerpo fructífero parecido a una coliflor de color marrón amarillento sobre un largo tallo marrón. En comparación con W. americana, W. gigantea tiene apotecios más pequeños, más redondeados en las puntas, más numerosos en un solo espécimen y de color más pálido. Donald H. Pfister, en su monografía de 1979 sobre el género Wynnea, sugiere que el aspecto pustuloso de la superficie exterior distingue claramente a W. americana de las demás especies del género.
También puede parecerse a la Otidea smithii, de color marrón violáceo y relativamente robusta, así como a la Mitodis lingua, cuyo interior es más oscuro que el exterior; ninguna de ellas está conectada a un tejido denso bajo el suelo.

## Distribución y hábitat
En Norteamérica, W. americana se ha recolectado en varios lugares, como Tennessee, Nueva York, Virginia Occidental, Carolina del Norte, Ohio y Pensilvania. También se ha recolectado en México, Costa Rica, India, y Japón.
Los cuerpos fructíferos crecen solitarios o en racimos en el suelo en bosques caducifolios, y prefieren suelos húmedos y orgánicos. Tanto en Asia como en Norteamérica, los cuerpos fructíferos se producen con mayor frecuencia durante agosto y septiembre. La única recolección centroamericana, en Costa Rica, se realizó a principios de noviembre.